# Thoristella davegibbsi
Thoristella davegibbsi är en snäckart som beskrevs av B.A. Marshall 1998. Thoristella davegibbsi ingår i släktet Thoristella och familjen pärlemorsnäckor. Inga underarter finns listade i Catalogue of Life.